# 산토도밍고 (칠레)
산토도밍고(스페인어: Santo Domingo)는 칠레 발파라이소 주 산안토니오 현에 위치한 도시로 면적은 536.1km2, 높이는 66m, 인구는 8,860명(2012년 기준), 인구 밀도는 17명/km2이다.